# Show Low, Arizona
Show Low je grad u američkoj saveznoj državi Arizona. Prema popisu stanovništva iz 2010. u njemu je živjelo 10,660 stanovnika.